# Squaw
La parola squaw (pronuncia /ˈskwɔ/, in inglese [ˈskwoː]), di origine incerta (probabilmente derivata da una lingua algonchina), si riferisce alle donne dei nativi americani dell'America del Nord. Nell'uso in lingua inglese la parola ha spesso connotazione di derisione e le comunità di nativi la considerano offensiva.

## Origini del termine

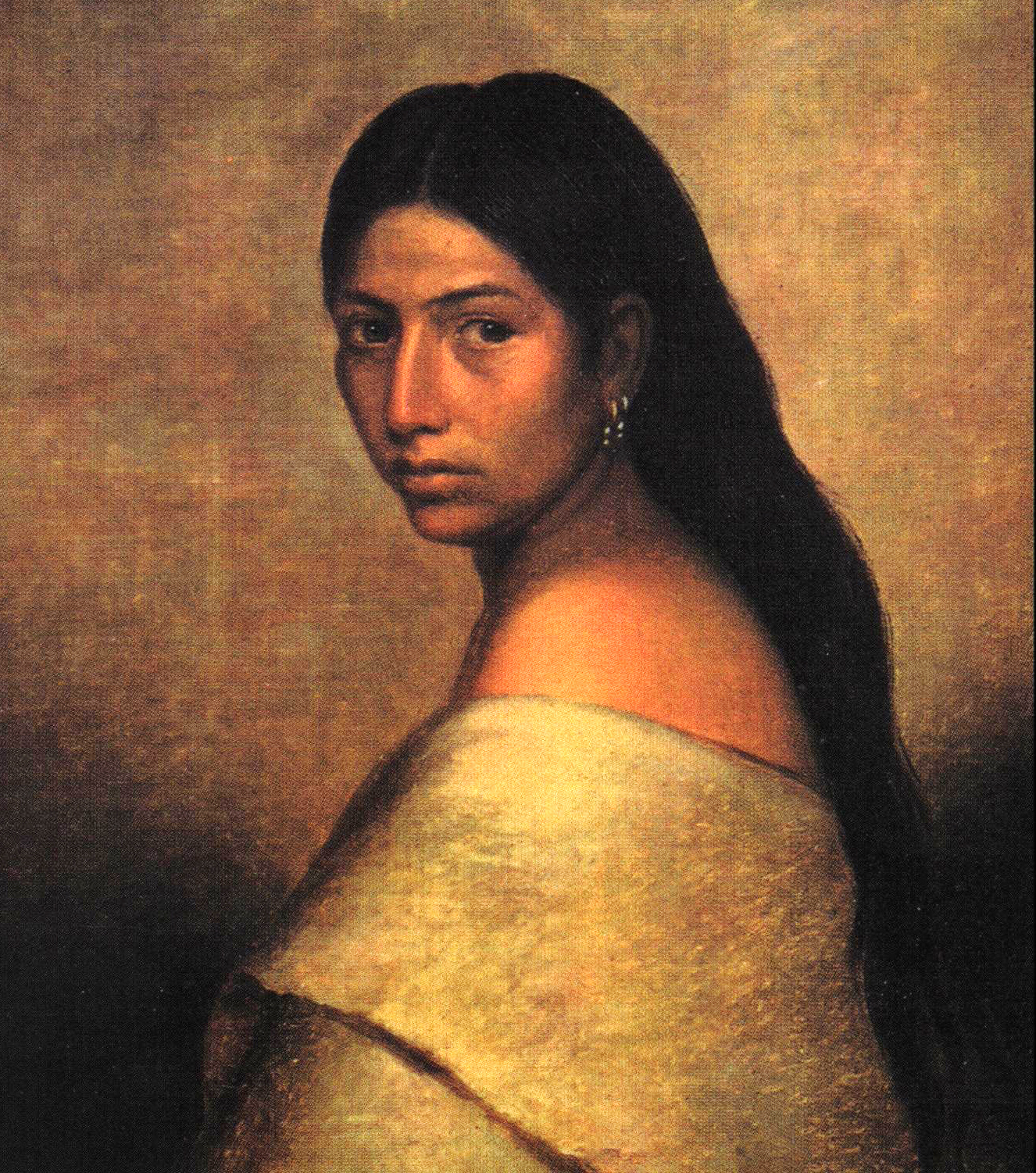
Ritratto di una giovane Choctaw, 1850

La parola "squaw" non appare, in questa forma esatta, in nessuna lingua dei nativi americani. Nel pidgin chiamato Massachusett, derivato dalle lingue algonchine, squa significa "giovane donna". Secondo alcune fonti (per esempio Eric Partridge) la parola deriverebbe da esquaw, che significa "una donna" in lingua Narraganset (anch'essa appartenente al gruppo delle lingue algonchine). Negli anni settanta, alcuni attivisti amerindiani sostennero che la parola derivava da una lingua Mohawk (del gruppo delle lingue irochesi) e che si trattava in effetti di un termine volgare per riferirsi all'apparato sessuale femminile. Quest'ultima tesi, tuttavia, viene oggi considerata scorretta; fra i primi studiosi a confutarla ci sono Thomas E. Sanders e Walter W. Peek. Tuttavia molte fonti continuano a citare per vera questa paretimologia, che ha anche ispirato molte iniziative volte a chiedere la modifica di toponimi che includono la parola "squaw", come Squaw Peak a Phoenix, in Arizona.